# SNCASE SE.3120 Alouette
Pour les articles homonymes, voir Alouette.
L'Alouette est un hélicoptère léger développé par SNCASE au début des années 1950, mais qui n'a pas été mis en production. 

## Conception
Conçu en parallèle du SE.3110, l'Alouette partage ses composantes moteur, à l'exception de son rotor de queue double. L'Alouette présente un fuselage tubulaire derrière un cockpit qui a été entouré d'une verrière. 
Le premier vol a eu lieu le 31 juillet 1951, avec Jean Boulet aux commandes. En 1953, il a volé avec l'un des deux prototypes sur un circuit fermé et a enregistré le record du monde de distance pour un hélicoptère de cette classe, couvrant 1 250 km. Malgré cette performance, l'Alouette s'est avérée difficile à maintenir en vol, et les travaux sur l'Alouette II à turbine déjà en cours, conduisirent à l'abandon du projet.

## Complément